# Phora tajicola
Phora tajicola är en tvåvingeart som beskrevs av Mikhail B. Mostovski 2002. Phora tajicola ingår i släktet Phora och familjen puckelflugor. Inga underarter finns listade i Catalogue of Life.